# Torneo Preolímpico de la OFC de 2023
El Torneo Preolímpico de la OFC 2023 fue la décima edición del torneo clasificatorio de la OFC para elegir a un representante a los Juegos Olímpicos.
El torneo se llevó a cabo en Auckland, Nueva Zelanda del 27 de agosto al 9 de septiembre y el campeón clasificó a los Juegos Olímpicos de París 2024.

## Participantes
Siete de las 11 federaciones afiliadas a la OFC formarán parte del torneo:
| País                      | Apariciones | Mejor participación                     |
| ------------------------- | ----------- | --------------------------------------- |
| Fiyi                      | 9           | Campeón (2015)                          |
| Nueva Zelanda (anfitrión) | 9           | Campeón (1999, 2008, 2012, 2019)        |
| Papúa Nueva Guinea        | 8           | Tercer lugar (2015)                     |
| Samoa                     | 4           | Fase de grupos (1999, 2004, 2019)       |
| Islas Salomón             | 8           | Finalista (1999, 2008, 2019)            |
| Tonga                     | 5           | Fase de grupos (1999, 2004, 2012, 2019) |
| Vanuatu                   | 8           | Finalista (2015)                        |

No entraron
- Islas Cook
- Nueva Caledonia
- Tahití
- Samoa Estadounidense

- Nota: Nueva Caledonia y Tahití no son miembros del Comité Olímpico Internacional y no son elegibles para participar en los Juegos Olímpicos.

- Samoa Americana se retiró del torneo el 1 de agosto de 2023.[2]

## Sedes
| Auckland              | Auckland         | Auckland          |
| --------------------- | ---------------- | ----------------- |
| North Harbour Stadium | The Trusts Arena | Go Media Stadium  |
| Capacidad: 25,000     | Capacidad: 4,901 | Capacidad: 30,000 |
|                       |                  |                   |

## Fase de grupos

### Grupo A
| Pos. | Equipo             | Pts. | PJ | G | E | P | GF | GC | Dif. | Clasificación |
| ---- | ------------------ | ---- | -- | - | - | - | -- | -- | ---- | ------------- |
| 1    | Nueva Zelanda (H)  | 6    | 2  | 2 | 0 | 0 | 6  | 1  | +5   | Fase final    |
| 2    | Fiyi               | 3    | 2  | 1 | 0 | 1 | 3  | 3  | 0    | Fase final    |
| 3    | Papúa Nueva Guinea | 0    | 2  | 0 | 0 | 2 | 0  | 5  | −5   |               |
| 4    | Samoa Americana    | 0    | 0  | 0 | 0 | 0 | 0  | 0  | 0    | Se retiró     |

 Fuente: OFC
| 27 de agosto de 2023, 15:00 | Nueva Zelanda | 3:0 (Walkover) | Papúa Nueva Guinea | Go Media Stadium, Auckland |                            |
|                             |               | Reporte        |                    | Árbitro(s): Norbert Hauata | Árbitro(s): Norbert Hauata |

| 30 de agosto de 2023, 15:00 | Nueva Zelanda                        | 3:1 (3:0) | Fiyi       | Go Media Stadium, Auckland                          |                                                     |
|                             | - Toomey 19' - Ott 21' - Randall 25' | Reporte   | - Yada 50' | Asistencia: 531 espectadores Árbitro(s): Ben Aukwai | Asistencia: 531 espectadores Árbitro(s): Ben Aukwai |

| 2 de septiembre de 2023, 15:00 | Papúa Nueva Guinea | 0:2 (0:1) | Fiyi                    | Go Media Stadium, Auckland                              |                                                         |
|                                |                    | Reporte   | - Dogalau 5' - Yada 66' | Asistencia: 489 espectadores Árbitro(s): Norbert Hauata | Asistencia: 489 espectadores Árbitro(s): Norbert Hauata |

### Grupo B
| Pos. | Equipo        | Pts. | PJ | G | E | P | GF | GC | Dif. | Clasificación |
| ---- | ------------- | ---- | -- | - | - | - | -- | -- | ---- | ------------- |
| 1    | Islas Salomón | 9    | 3  | 3 | 0 | 0 | 11 | 1  | +10  | Fase final    |
| 2    | Vanuatu       | 6    | 3  | 2 | 0 | 1 | 7  | 4  | +3   | Fase final    |
| 3    | Samoa         | 3    | 3  | 1 | 0 | 2 | 4  | 6  | −2   |               |
| 4    | Tonga         | 0    | 3  | 0 | 0 | 3 | 1  | 12 | −11  |               |

 Fuente: OFC
| 28 de agosto de 2023, 12:00 | Samoa                          | 3:0 (0:0) | Tonga | The Trusts Arena, Auckland                              |                                                         |
|                             | - Cahill 54' - Siamoa 55', 84' | Reporte   |       | Asistencia: 100 espectadores Árbitro(s): Mederic Lacour | Asistencia: 100 espectadores Árbitro(s): Mederic Lacour |

| 28 de agosto de 2023, 15:00 | Islas Salomón                               | 3:0 (1:0) | Vanuatu | The Trusts Arena, Auckland                              |                                                         |
|                             | - Wae 30' (pen.), 90+6' (pen.) - Ohasio 88' |           |         | Asistencia: 90 espectadores Árbitro(s): CK Kawana-Waugh | Asistencia: 90 espectadores Árbitro(s): CK Kawana-Waugh |

| 31 de agosto de 2023, 12:00 | Tonga | 0:4 (0:1) | Vanuatu                                   | The Trusts Arena, Auckland                          |                                                     |
|                             |       | Reporte   | - King 5', 82' - Chichirua 24' - Tabe 69' | Asistencia: 100 espectadores Árbitro(s): Veer Singh | Asistencia: 100 espectadores Árbitro(s): Veer Singh |

| 31 de agosto de 2023 | Islas Salomón                   | 3:0 (1:0) | Samoa | The Trusts Arena, Auckland                         |                                                    |
|                      | - Rocky 39' - Wae 60' - Fox 63' | Reporte   |       | Asistencia: 100 espectadores Árbitro(s): Alex King | Asistencia: 100 espectadores Árbitro(s): Alex King |

| 3 de septiembre de 2023, 12:00 | Vanuatu                               | 3:1 (3:1) | Samoa       | The Trusts Arena, Auckland                              |                                                         |
|                                | - Tasarur 20' - Moses 30' (pen.), 38' | Reporte   | - Gobbi 16' | Asistencia: 100 espectadores Árbitro(s): Matthew Conger | Asistencia: 100 espectadores Árbitro(s): Matthew Conger |

| 3 de septiembre de 2023, 15:00 | Tonga            | 1:5 (0:1) | Islas Salomón                                                   | The Trusts Arena, Auckland                                |                                                           |
|                                | - Tuamoheloa 74' | Reporte   | - Rocky 16' - Saeni 45' - Ohasio 47' - Irodao 63' - Toitani 77' | Asistencia: 300 espectadores Árbitro(s): David Yareboinen | Asistencia: 300 espectadores Árbitro(s): David Yareboinen |

## Fase final
|  | Semifinales             | Semifinales |   |  | Final                   | Final |  |
|  |                         |             |   |  |                         |       |  |
|  | 6 de septiembre de 2023 |             |   |  |                         |       |  |
|  | Nueva Zelanda           | 8           |   |  |                         |       |  |
|  | Vanuatu                 | 0           |   |  |                         |       |  |
|  |                         |             |   |  |                         |       |  |
|  |                         |             |   |  | 9 de septiembre de 2023 |       |  |
|  |                         |             |   |  | Nueva Zelanda           | 9     |  |
|  |                         | Fiyi        | 0 |  |                         |       |  |
|  |                         |             |   |  |                         |       |  |
|  |                         |             |   |  |                         |       |  |
|  |                         |             |   |  |                         |       |  |
|  | 6 de septiembre de 2023 |             |   |  |                         |       |  |
|  | Islas Salomón           | 0           |   |  |                         |       |  |
|  | Fiyi                    | 3           |   |  |                         |       |  |

### Semifinales
| 6 de septiembre de 2023, 15:00 | Nueva Zelanda                                                                        | 8:0 (6:0) | Vanuatu | Go Media Stadium, Auckland                              |                                                         |
|                                | - Randall 3', 12' - van Hattum 10', 39' - Ott 17' (pen.) - Verney 43' - Raj 55', 72' | Reporte   |         | Asistencia: 188 espectadores Árbitro(s): Mederic Lacour | Asistencia: 188 espectadores Árbitro(s): Mederic Lacour |

| 6 de septiembre de 2023, 19:00 | Islas Salomón | 0:3 (0:1) | Fiyi                              | Go Media Stadium, Auckland                          |                                                     |
|                                |               | Reporte   | - Dogalau 25', 70' - McMullen 88' | Asistencia: 1145 espectadores Árbitro(s): Alex King | Asistencia: 1145 espectadores Árbitro(s): Alex King |

### Final
| 9 de septiembre de 2023, 19:00 | Nueva Zelanda | 9:0 (5:0) | Fiyi | North Harbour Stadium, Auckland                          |                                                          |
|                                | - Bidois 3' (pen.), 6', 19', 45+1', 66' - Randall 34' (pen.) - Gillion 57' - Turagalailai 78' (o.g.) - Kelly 82' | Reporte   |      | Asistencia: 1284 espectadores Árbitro(s): Norbert Hauata | Asistencia: 1284 espectadores Árbitro(s): Norbert Hauata |

| Bandera de Nueva Zelanda |
| Campeón Nueva Zelanda    |
| Quinto título            |

## Clasificado a los Juegos Olímpicos de París 2024
| Bandera de Nueva Zelanda |
| Nueva Zelanda            |
| ------------------------ |

## Goleadores
| Jugador        | Selección     | Goles |
| -------------- | ------------- | ----- |
| Riley Bidois   | Nueva Zelanda | 5     |
| Jesse Randall  | Nueva Zelanda | 4     |
| Javin Wae      | Islas Salomón | 3     |
| Etonia Dogalau | Fiyi          | 3     |